# Black Box Revelation
Black Box Revelation – belgijski duet rockowy założony w 2005 roku.
Pierwszym sukcesem duetu było zajęcie drugiego miejsca w organizowanym od 1978, co dwa lata, belgijskim przeglądzie zespołów rockowych Humo's Rock Rally w roku 2006.
Po nagraniu debiutanckiego albumu ruszyli w trasę koncertową jako suport dEUS.
W następnych latach suportowali m.in. Eagles of Death Metal, Meat Puppets, Jane's Addiction i Iggy Pop na trasach w Europie i Stanach Zjedoczonych. Publiczność tych koncertów jest często pozytywnie zaskoczona energią i umiejętnościami duetu.
Ich styl jest często porównywany do Black Rebel Motorcycle Club i The White Stripes.

## Dyskografia

### Albumy
- Set Your Head on Fire (2007)
- Silver Threats (2010)
- My Perception (2011)
- Highway Cruiser (2015)
- Tattooed Smiles (2018)
- Poetic Rivals (2023)

### EP
- Introducing: The Blackbox Revelation (2007)
- Live at the AB (2008)
- Shiver of Joy (2011)